# Санта Круз Уаја-Те (Чемас)
Санта Круз Уаја-Те (шп. Santa Cruz Uayah-Té) насеље је у Мексику у савезној држави Јукатан у општини Чемас. Насеље се налази на надморској висини од 28 м.

## Становништво
Према подацима из 2005. године у насељу је живео 1 становник.

### Хронологија
| Година       | 2000 | 2005 |
| ------------ | ---- | ---- |
| Становништво | 1    | 1    |

### Попис
| # | Индикатор                        | Вредност |
| - | -------------------------------- | -------- |
| 1 | Укупно појединачних домаћинстава | 1        |